# قهرمانان مدال آتش
قهرمانان مدال آتش (انگلیسی: Fire Emblem Heroes) یک بازی‌های رایگان نقش آفرینی است که توسط اینتلیجنت سیستمز ساخته و توسط نینتندو برای اندروید و آی‌اواس در سال ۲۰۱۷ منتشر شد. این بازی اسپین آفی برای مدال آتش می‌باشد. این بازی در سال ۲۰۲۰ با فروش ۶۵۶ میلیون دلار در سراسر جهان پرفروش‌ترین بازی موبایل ساخته شده توسط نینتندو شد.